# David De Noter

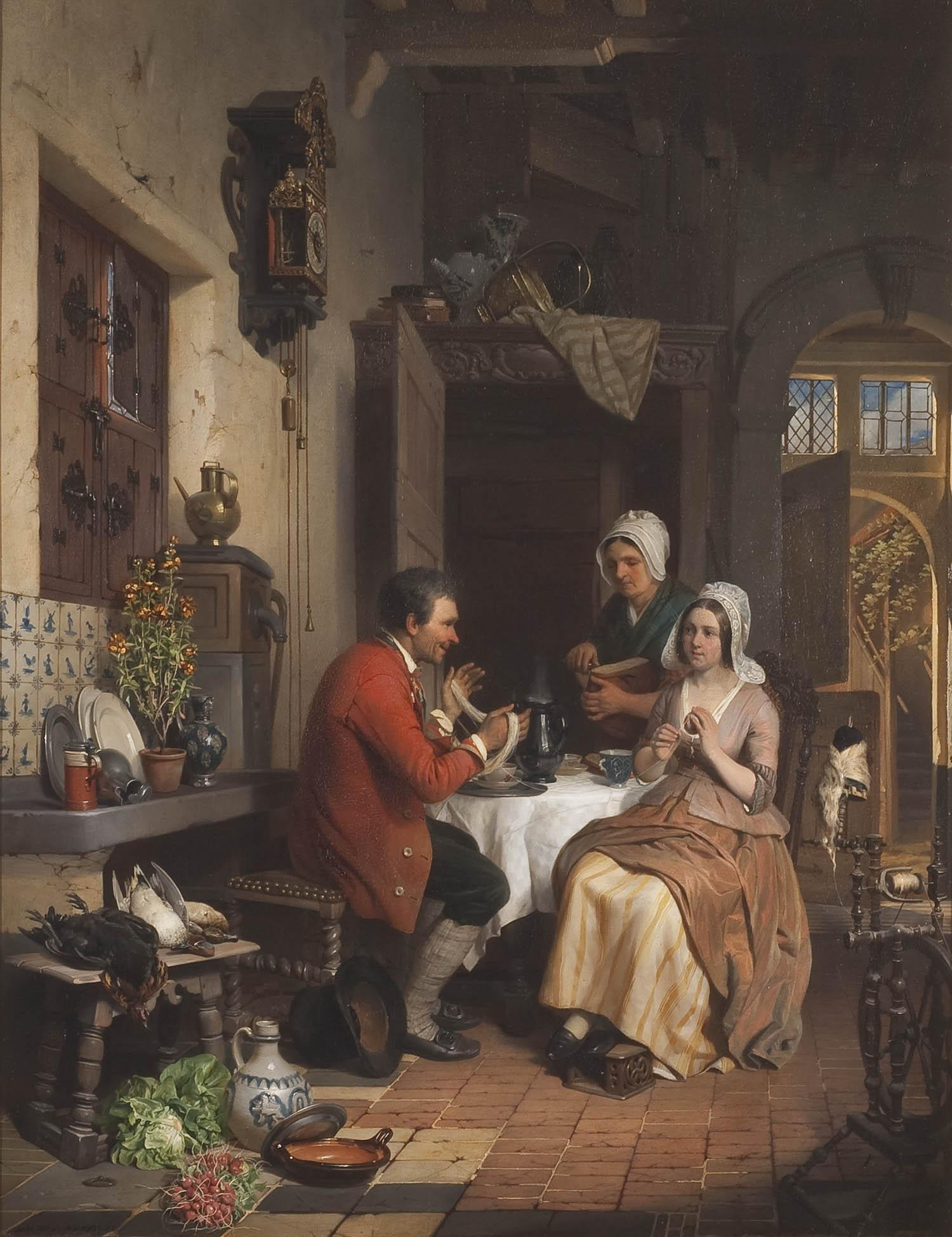
Keukeninterieur, 1845, Rademakers Collectie

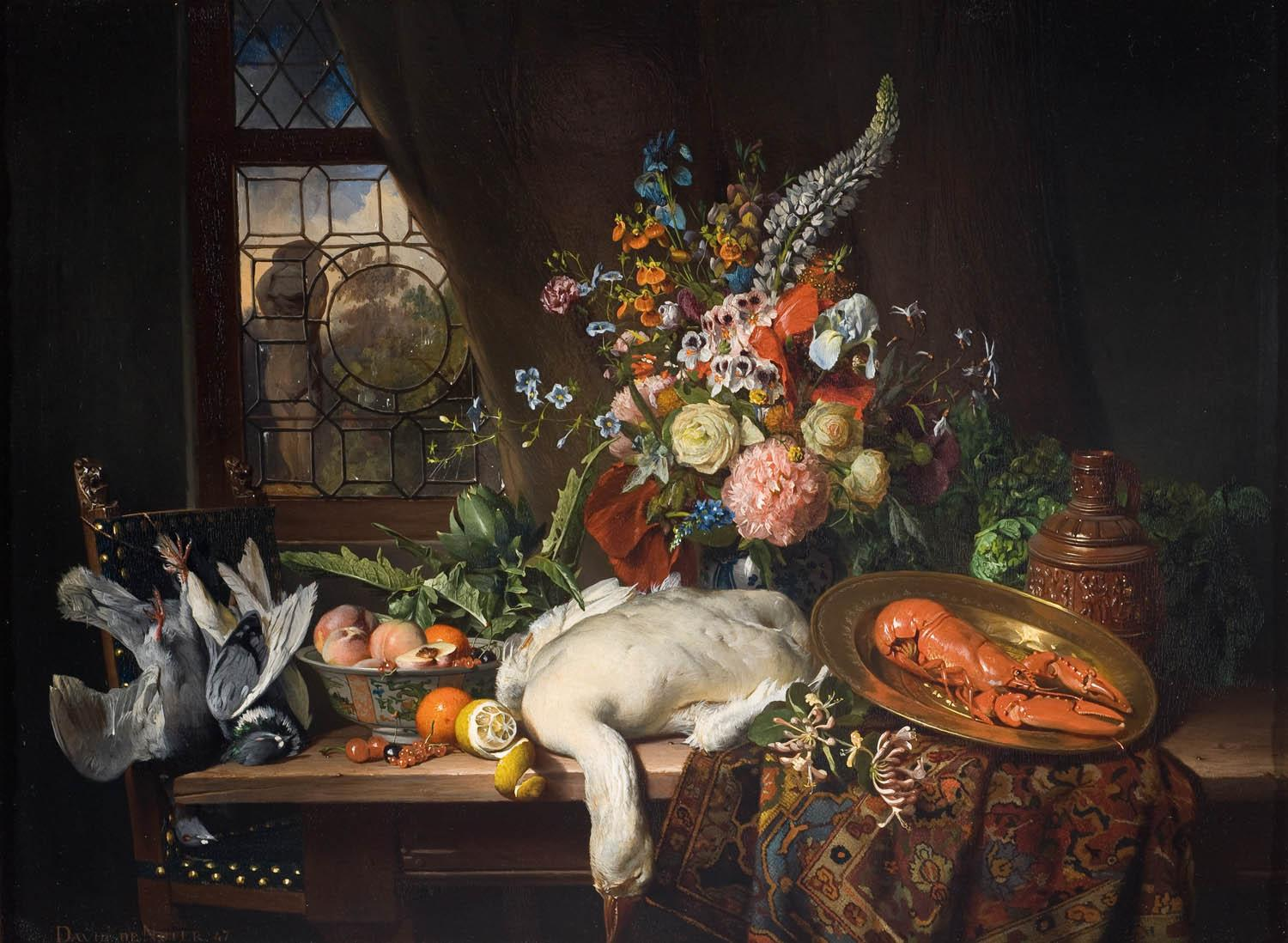
Pronkstilleven, 1847, Rademakers Collectie

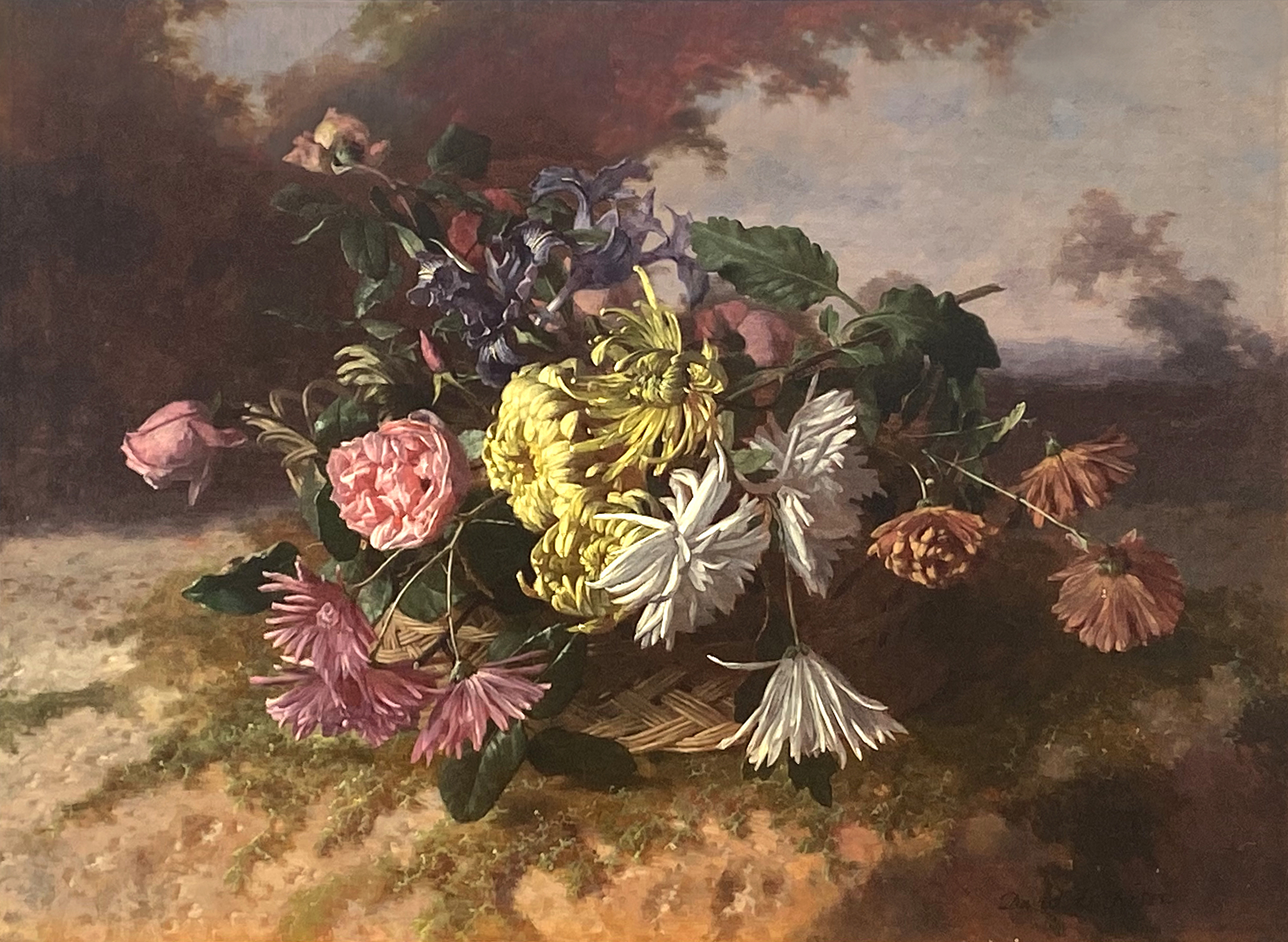
Nature morte aux fleurs

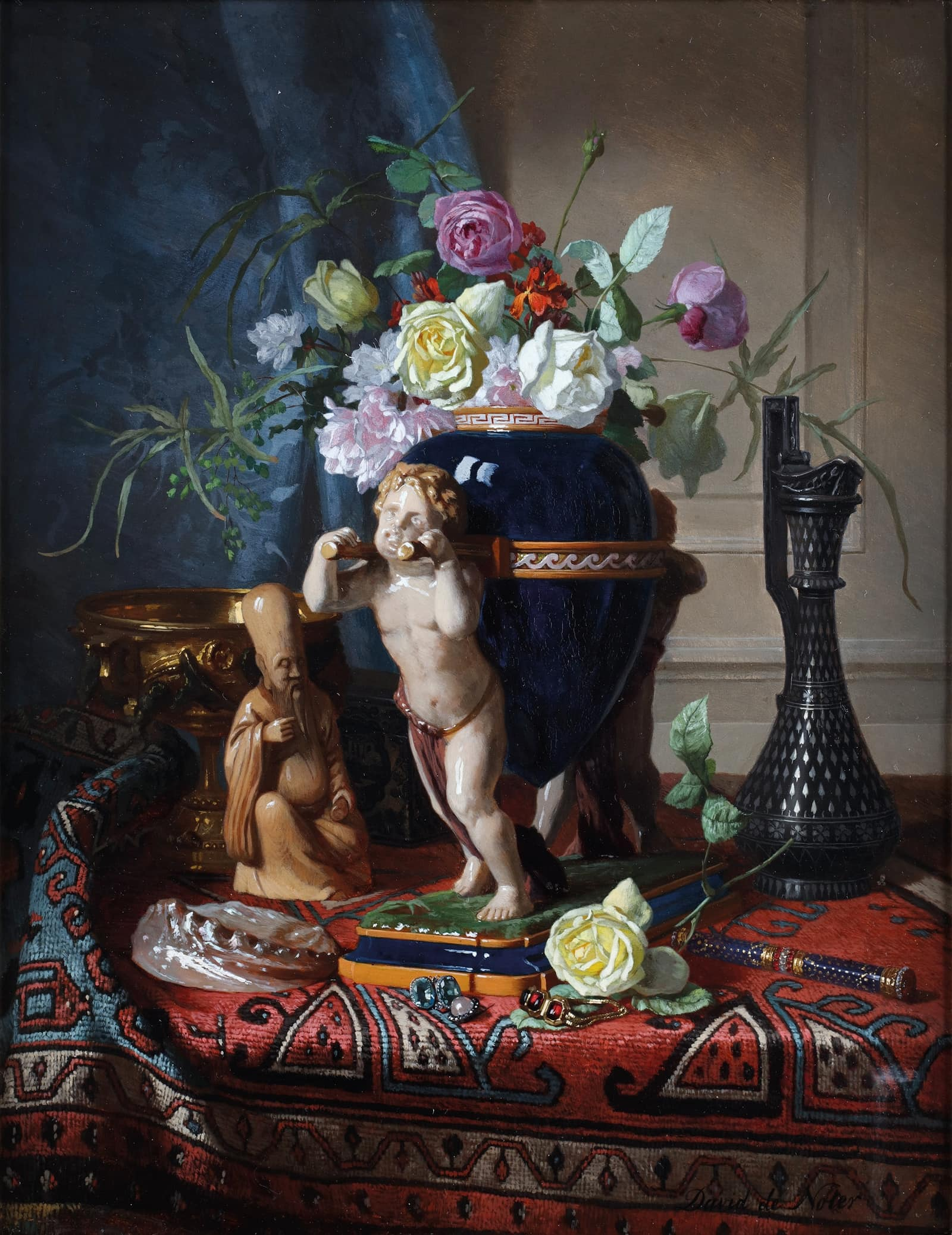
Stilleven met een lapis lazuli kleurige bloemenvaas op tafel

David De Noter (Gent, 24 juni 1818 – Saint Eugène Bologhine (Algiers), 21 januari 1892) was een Belgisch kunstschilder.

## Familie
Hij was een zoon en leerling van Jan-Baptist De Noter, tekenaar en architect. Zijn moeder was Carola Maya met wie Jan-Baptist slechts kort voor Davids geboorte in 1818 huwde.
Hij had een broer Michaël die slechts kort leefde (1821-1823) en twee zussen, Anne-Marie en Edalie. 
De Noter ging in 1840 in Brussel wonen.
Hij huwde op 25 november 1845 te Mechelen met Clemence Wauters. Ze kregen zeven kinderen : Léon-David (1848), Henri-Louis (1848), Marie-Henriette (1850), Paul-Alexandre (1851), Raphaël-Ferdinand (1856), Albert-Clement (1858) en Georges-Philippe (1859). Raphaël werd eveneens kunstschilder.
In de jaren 60 woonde De Noter in Parijs. Hij zou er een tijdlang een atelier gedeeld hebben met J. Goupil (ca. 1864). De Noter week mettertijd met zijn familie uit naar Algiers in Noord-Afrika. Hij begiftigde het museum van Algiers in 1870 van een bloemenstilleven. Ca. 1879 was zijn adres : Le Nador, nabij Marengo.

## Oeuvre
Hij schilderde stillevens met bloemen, groenten, zeevruchten, dood wild en gevogelte en fruit maar ook keuken- en saloninterieurs en genretaferelen met bijna telkens met een sterke focus op een stillevenelement binnen het tafereel. De Noter schilderde in een nauwgezet-realistische stijl maar met een uitgesproken romantische sfeerschepping. Tijdens zijn latere jaren, toen hij in Algiers woonde, schilderde hij ook gezichten van aldaar, zoals bijvoorbeeld de Kasba van Algiers.
In enkele schilderijen werkte hij samen met Henri Leys, Guillaume Koller, Louis Tuerlinckx en met Alfred Stevens. Zijn werken scoren nog steeds hoog op de kunstmarkt.

## Tentoonstellingen
- Kortrijk, Salon 1841
- Brussel, Salon 1845
- Rotterdam, Tentoonstelling van Levende Meesters 1850 : “Meisje in de keuken”
- Den Haag, Tentoonstelling Levende Meesters 1851 : “Keukeninterieur”
- Parijs, Salon 1853
- Amsterdam, Tentoonstelling Levende Meesters 1854 : "Bloemen en vruchten”
- Brussel, Salon 1854 (gouden medaille)
- Parijs, Salon 1855
- Amsterdam, Tentoonstelling Levende Meesters 1856 : “Bloemen en Vruchten”
- Den Haag, Tentoonstelling Levende Meesters 1859 : “Keuken”, “Keukentafel”, “Keukenvoorraad”.
- Parijs, Salon 1864
- Amsterdam, Tentoonstelling Levende Meesters 1877 : “De lieveling” (met G. Koller)
- Amsterdam, Tentoonstelling Levende Meesters : “Bloemen en druiven” (inzending door de toen bekende Nederlandse kunstverzamelaar W.C.M. de Jonge van Ellemeet)

## Musea
- Brussel, Kon. Musea voor Schone Kunsten van België
- Cambrai, Musée des Beaux-Arts
- Kortrijk, Stedelijk Museum
- Leeds, Art Gallery
- Maaseik, John Selbach Museum
- Mechelen, Museum Hof van Busleyden ("Het atelier van Frans Snijders"; wellicht De Noters magnum opus)
- Mulhouse, Musée des Beaux-Arts
- Schaarbeek, Gemeentelijke verzameling
- Sint-Petersburg, Hermitage (“In de keuken”) (1856)
- Trieste, Museo Revoltella ("Natura morta")
- Vigo, Museo Municipal "Quiñones de León" ("Witte druiven", 1861. "Rode druiven", 1861)